# Hahkiala

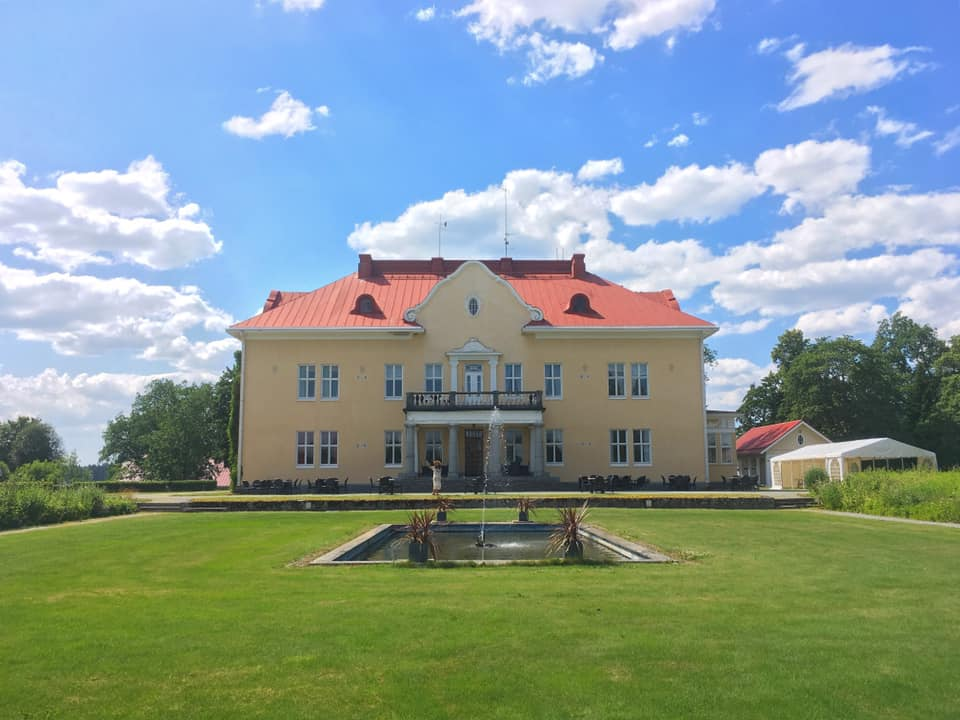
Hahkialas huvudbyggnad år 2021.

Hahkiala (finska: Hahkialan kartano) är en herrgårdsbyggnad i Hauho, Tavastehus. Herrgården är förknippad med ätten Charpentier.
Egendomen Hahkiala skapades 1651 när Toussaint Charpentier förlänades landområdet av den dåvarande regenten för sina förtjänster under det trettioåriga kriget.
Axel Charpentier ärvde godset 1914. Han uppförde där gårdens nuvarande huvudbyggnad mellan 1915 och 1917. 
Ätten Charpentiers lämnade ägorna 1963. I dag fungerar herrgården som konferensanläggning.